# BugGuide
BugGuide (of BugGuide.net) is een website en een online gemeenschap van natuuronderzoekers, zowel amateur als professioneel, die observaties van insecten, spinnen en andere verwante wezens delen. De website bestaat uit informatieve gidsen en vele duizenden foto's van geleedpotigen uit de Verenigde Staten en Canada die worden gebruikt voor identificatie en onderzoek. De site wordt gehost door de afdeling Entomologie van de Iowa State University. BugGuide is in 2003 bedacht door fotograaf Troy Bartlett en wordt sinds 2006 onderhouden door Dr. John VanDyk, adjunct-assistent-professor entomologie en senior systeemanalist aan de Iowa State University. De website is erkend voor het helpen veranderen van de publieke perceptie van insecten.
Volgens VanDyk had BugGuide in 2010 meer dan 809 miljoen hits, met een gemiddelde van ongeveer 26 hits per seconde. Hij gaf ook aan dat de site begin 2011 bestond uit bijna 34.000 pagina's die ongeveer 23 procent van de geschatte insectensoorten in Noord-Amerika vertegenwoordigen. In oktober 2014 had BugGuide 30.774 soortenpagina's en 48.572 pagina's in totaal, met meer dan 808.718 afbeeldingen ingezonden door meer dan 27.846 bijdragers. Op 22 september 2014 overtrof BugGuide de 1.000.000 pagina's, waarvan de meeste foto's zijn.
De foto's hebben bijgedragen aan en geresulteerd in verschillende wetenschappelijke publicaties. Een groot deel van de afbeeldingen in een atlas van plooivleugelwespen wordt toegeschreven aan bijdragers aan BugGuide. BugGuide-foto's hebben nieuwe invasieve plaagmieren en kevers ontdekt. Volgens de site zelf is BugGuide.net vanaf medio 2014 verantwoordelijk geweest voor de identificatie van 11 nieuwe, voorheen onbeschreven soorten.
Geoloog en mottenverzamelaar Richard Wilson zei over de site: "De BugGuide-site is erg handig voor iedereen die een insect vindt, en als er een foto kan worden gemaakt is de site zeer interactief met het identificeren van de soort."
Volgens auteur Margaret Roach: "De site is waar natuuronderzoekers van alle niveaus foto's delen van insecten, spinnen en hun verwanten om enthousiasme te stimuleren en de kennis over deze vaak over het hoofd geziene (en zoals BugGuide opmerkt, 'vaak verguisde') wezens te vergroten."